# 죽수서원
죽수서원(竹樹書院)은 대한민국 전라남도 화순군 한천면 모산리에 있는 서원이다. 1986년 9월 29일 전라남도의 문화재자료 제130호로 지정되었다.

## 개요
정암 조광조(1482∼1519)와 학포 양팽손(1488∼1545)의 학문과 덕행을 추모하기 위해 세운 서원이다.
조광조는 조선 중기 문신으로 성리학 연구에 힘써 김종직의 학통을 이은 사림파의 대표적 인물이 되었다. ‘여씨향약’을 8도에 실시하도록 하였고 현량과를 처음 실시하였으며 위훈삭제사건으로 반정공신들의 반발을 사서 죽음을 당했다. 조광조는 선조 1년(1568) 영의정으로 추증되었다.
양팽손은 조선 중기 문신이다. 중종 14년(1519) 기묘사화가 일어나자 조광조·김정 등을 위해 항소하다 삭직되었다. 회화에도 일가견을 보여 안견의 산수화풍을 계승하였다.
죽수서원은 선조 3년(1570) 조광조를 추모하기 위해 세웠다가 같은 해에 나라에서 ‘죽수’라는 현판을 받아 사액서원이 되었다. 인조 8년(1630) 양팽손을 추가로 모셨는데, 고종 5년(1868) 흥선대원군의 서원철폐령으로 폐쇄되어 단(壇)만을 마련하고 제사지내 왔다. 이후 1971년 능주의 유림과 제주 양씨 후손들이 월곡리에 죽수서원을 복원하였다. 그러다가 1983년 다시 조광조 선생 후손들이 지금 있는 자리로 옮겨 지어 현재 모습을 갖추게 되었다.
경내 건물로는 3칸 크기의 사우, 내삼문, 외삼문, 3칸 크기의 강당 등이 있다. 배치 형태는 내삼문과 좌우로 둘러진 담장에 의해 제사지내는 곳과 교육하는 곳으로 분리된 전학후묘의 형태이다. 1989년 동재, 1994년에 관리사를 새로 지었다. 해마다 음력 2월과 8월에 제사 지내고 있다.

## 주변 건축 허용기준
2020년 1월 16일 '전라남도 지정문화재 역사문화환경 보존지역 내 건축행위 등에 관한 허용기준'이 고시되었다.

## 참고 문헌
- 죽수서원 - 국가유산청 국가유산포털